# 警官ミッション
警官ミッション（萬国基督教警監同盟会＝The International Christian Police Association）は、日本のミッション、職域伝道団体。

## 概要
イギリスのロンドンに本部を構える。
警官に神の福音を伝え、道念を涵養せんとすることを目的とする。同盟会事務所では礼拝伝道等を行わず、将来はキリスト教会に合併していくものとされた。
警視庁は本同盟会の組織運動と布教活動を希望しないため、専ら講演活動を行った。
事業としては、以下のようになる。
1. 全国の警官に対しキリスト教を中心とする講演をなす。
2. 新約聖書を毎月無料で会員に配布する。
3. 慈善事業

## 歴史・沿革
警監ミッションは19世紀末にイギリスでキャサリン・ガーネー (Catherine Gurney ) により開始された。ガーネーが来日し活動を開始したいとのことで赤坂病院のホイットニーの紹介で木田文治がその責任を任され、芝区田村町22番地に事務所を設けた。日本での活動の初期には木田の他に御牧碩太郎がいた。また、1898年頃からは土肥修平も協力した。
ガーネーが日本伝道隊の関係者であったことから、日本伝道隊との関係が次第に整い、日本支部の組織化は日本伝道隊のテイラー（J Taylor ）によって1907年に始められた。テイラーは1910年に健康を害して帰国することになり、1910年春からカスバートソン (James Cuthbertson ) が引き継いだ。当初メンバーは4人で、東京に限定し、様々な階級の英語を解する者に限られていたが、やがて人数も増え、拠点も東京だけではなく横浜、大阪、神戸、千葉にも広がった。カスバートソンが第一次世界大戦で出征するため帰国すると、三谷種吉が日本支部の責任者となった。なお、鋤柄熊太郎もメンバーの一人であった。

## 人物
- 三谷種吉
- 鋤柄熊太郎